# Natércia
Natércia is een gemeente in de Braziliaanse deelstaat Minas Gerais. De gemeente telt 4.773 inwoners (schatting 2009).

## Aangrenzende gemeenten
De gemeente grenst aan Careaçu, Conceição das Pedras, Heliodora, Jesuânia, Lambari, Pedralva en Santa Rita do Sapucaí.

## Galerij

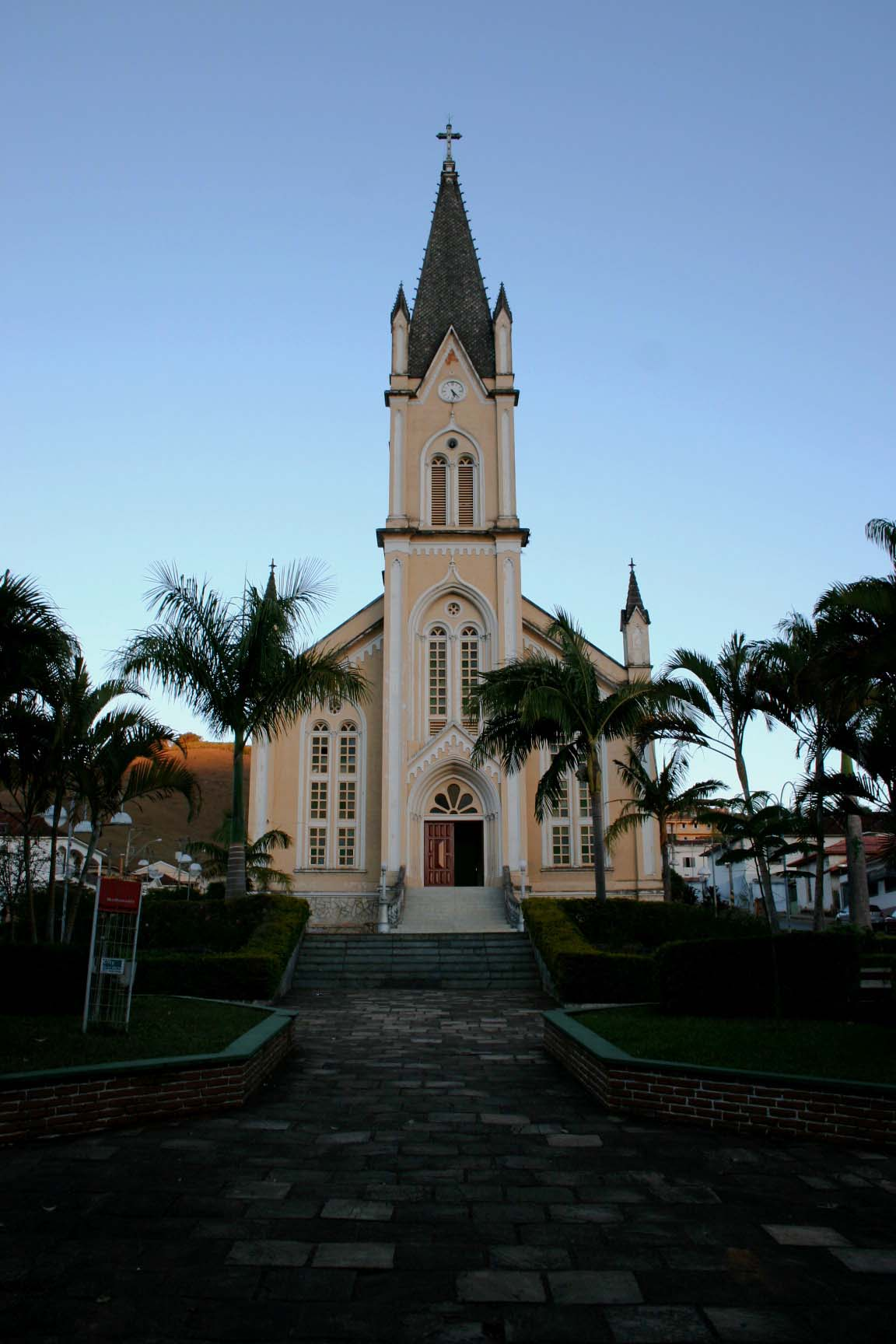
Katholieke kerk Santa Catarina de Alexandria van Natércia